# 수도권 전철 정기권
수도권 전철 정기권은 도시철도 구간에서 정해진 기간 또는 횟수 이용 후 계속 충전하여 사용할 수 있는 선불카드 형태의 매체를 말한다. 이 정기권에는 수도권 전철 정기권과 인천국제공항철도 정기권이 포함된다.

## 수도권 전철 및 신분당선
수도권 전철 정기권은 크게 서울전용과 거리비례용 두 종류로 나뉜다.
서울전용 정기권은 30일 60회까지 61,600원으로 서울시계내 구간에서만 사용할 수 있다. 진접선과 별내선, 하남선, 분당선의 모란역은 행정구역 상 서울시계 외 구간으로 분류되므로, 서울전용 정기권으로 사용할 수 없다.
서울전용 정기권을 사용할 수 있는 구간은 다음과 같으며, 그 외의 한국철도공사 구간과 인천 도시철도 및 신분당선에서는 서울전용 정기권으로 하차만 가능하고 승차는 불가능하다. 수도권 광역급행철도는 승·하차 불가능하다.
- ● 수도권 전철 1호선 : 도봉산~금천구청, 구로~온수[4][5]
- ● 서울 지하철 2호선 : 전 구간[6]
- ● 수도권 전철 3호선 : 지축 ~ 오금[7][8]
- ● 수도권 전철 4호선 : 당고개 ~ 남태령[9]
- ● 수도권 전철 5호선 : 방화 ~ 강일, 마천[10]
- ● 서울 지하철 6호선 : 전 구간[11]
- ● 서울 지하철 7호선 : 장암 ~ 온수[12][13]
- ● 수도권 전철 8호선 : 암사역사공원 ~ 모란[14]
- ● 서울 지하철 9호선 : 전 구간[15]
- ● 수도권 전철 수인·분당선 : 청량리 ~ 복정[16][17]
- ● 수도권 전철 경의·중앙선 : 수색 ~ 서울, 가좌~양원
- ● 수도권 전철 경춘선 : 광운대, 청량리 ~ 신내
- ● 인천국제공항철도: 서울 ~ 김포공항
- 우이신설선 : 전 구간
- 신림선 : 전 구간

거리비례용 정기권은 서울시 외의 구간을 이동할 때 사용할 수 있고, 가격은 다음과 같다.
| 종별(단계) | 추가차감 기준(km) (이용구간 초과시) | 교통카드 사용 금액(원) | 정기권 구입 가격(원) | 신분당선 사용 가능 여부                                          |
| ---------- | ----------------------------------- | ---------------------- | -------------------- | ---------------------------------------------------------------- |
| 1          | 20                                  | 1,600 이하             | 61,600               | 선승차 불가, 하차 및 환승은 가능하며, 이 경우 별도 1회 추가 차감 |
| 2          | 25                                  | 1,700                  | 63,600               | 선승차 불가, 하차 및 환승은 가능하며, 이 경우 별도 1회 추가 차감 |
| 3          | 30                                  | 1,800                  | 67,300               | 선승차 불가, 하차 및 환승은 가능하며, 이 경우 별도 1회 추가 차감 |
| 4          | 35                                  | 1,900                  | 71,100               | 선승차 불가, 하차 및 환승은 가능하며, 이 경우 별도 1회 추가 차감 |
| 5          | 40                                  | 2,000                  | 74,800               | 선승차 불가, 하차 및 환승은 가능하며, 이 경우 별도 1회 추가 차감 |
| 6          | 45                                  | 2,100                  | 78,500               | 선승차 불가, 하차 및 환승은 가능하며, 이 경우 별도 1회 추가 차감 |
| 7          | 50                                  | 2,200                  | 82,300               | 선승차 불가, 하차 및 환승은 가능하며, 이 경우 별도 1회 추가 차감 |
| 8          | 58                                  | 2,300                  | 86,000               | 선승차 불가, 하차 및 환승은 가능하며, 이 경우 별도 1회 추가 차감 |
| 9          | 66                                  | 2,400                  | 89,800               | 승차 가능                                                        |
| 10         | 74                                  | 2,500                  | 93,500               | 승차 가능                                                        |
| 11         | 82                                  | 2,600                  | 97,200               | 승차 가능                                                        |
| 12         | 90                                  | 2,700                  | 101,000              | 승차 가능                                                        |
| 13         | 98                                  | 2,800                  | 104,700              | 승차 가능                                                        |
| 14         | 106                                 | 2,900                  | 108,500              | 승차 가능                                                        |
| 15         | 114                                 | 3,000                  | 112,200              | 승차 가능                                                        |
| 16         | 122                                 | 3,100                  | 115,900              | 승차 가능                                                        |
| 17         | 130                                 | 3,200                  | 119,700              | 승차 가능                                                        |
| 18         | 추가차감 없음                       | 3,300                  | 123,400              | 승차 가능                                                        |

### 역사
- 1975년 4월 무렵 : 지하철 1호선 월 정기권이 발행되었고. 할인가의 학생용도 있었다. 명함 2배 정도 크기의 종이 형태로 베이지색 과 연한 하늘색 2 색 바탕이었다(군포에서 종로2가까지 학원 수강생도 학원 등록증을 제출하면 할인 정기권을 구입할 수 있었다).
- 2004년 7월 15일 : 당해년 발행 당시에는 서울시 구간, 현재 서울전용 정기권 사용 구간 내에서만 사용할 수 있었고 정액권(마그네틱) 승차권 형태로 발행하였다.
- 2005년 4월 15일 : 수도권 전철 전 구간으로 사용 가능 구간이 확대되면서, 티머니(당시 한국스마트카드)사가 발행하는 카드형으로 변경되었다.[19]
- 2010년 12월 29일 : 인천국제공항철도 사용 개시. (영종도 구간 제외)
- 2012년 6월 30일 : 신분당선 전용 정기권 폐지 및 해당 구간 사용 개시.
- 2014년 9월 20일 : 용인 경전철의 연락운송 개시 관계로 해당 구간 사용 개시.
- 2014년 12월 6일 : 의정부 경전철의 연락운송 개시 관계로 해당 구간 사용 개시.
- 2017년 9월 2일  : 우이신설선의 연락운송 개시 관계로 해당구간 사용 개시.
- 2022년 5월 28일 : 신림선의 연락운송 개시 관계로 해당구간  사용 개시

### 사용법
- 정기권은 지하철역 및 전철역 역무실에서 구입할 수 있고, 구입시 2,500원을 지불한다. 충전할 때 발매기를 통해 사용하고자 하는 구간과 시작날짜를 직접 지정해야 한다. 카드구입과 충전은 현금으로만 가능하다. 충전일로부터 30일 이내 60회 까지 사용할 수 있다. 30일이 경과하였거나 60회를 모두 사용한 경우, 기간 및 횟수가 남아있더라도 사용할 수 없으며 무조건 다시 충전하여 사용해야 한다.[20] 발매금액은 44회 승하차에 15% 할인[21] 기준으로 책정되어 있다.

- 사용 불가능한 구간은 다음과 같다.
  - 인천국제공항철도 영종도(청라국제도시역~인천공항2터미널역) 구간과 직통열차
  - 수도권 광역급행철도
  - 누리로, 경춘선 ITX-청춘, ITX-마음, KTX-이음[22]
  - 타 지역 도시철도[23]
  - 버스 등 수도권 전철의 요금 체계를 따르지 않는 모든 노선, 구간.
  - 다만 그 외의 한국철도공사 구간 및 인천국제공항철도 내륙 구간, 신분당선, 용인 경전철, 서해선, 의정부 경전철, 김포골드라인은 수도권 전철의 요금 체계를 따르므로 거리비례용으로 사용 가능하다.[24]

- 성인용으로만 발매하고, 청소년 및 어린이 정기권은 발매하지 않는다.
- 정기권 구매후 국세청 홈택스 사이트에서 정기권 카드번호를 등록하여 사용하면 연말정산시 소득공제 혜택을 받을 수 있다. 단, 등록전에 사용할 경우 소득공제에서 제외된다.[25]

- 정기권 구입시 사용할 특정 구간 및 역을 지정하는 것이 아니라 이용 구간에 대한 요금만 지정하는 것이기 때문에, 구입한 정기권이 해당하는 지하철 구간은 사용 가능한 횟수 내에서 어디든지 이용할 수 있다.
- 요금 인상 이전에 구입한 정기권은 유효 기간 내에서 추가 요금 없이 사용할 수 있다.

- 서울전용 정기권과 거리비례용 정기권의 이용구간 초과 시 차감기준은 다음과 같다.
  - 서울전용 정기권은 지정된 사용구간인 서울시내가 아닌 지역의 지하철역까지 초과 이용시 20km 당 1회씩 추가로 차감된다.
- 거리비례용 정기권은  지정된 사용구간 초과시 잔여횟수에서 단계별 운임적용 거리 (서울전용은 서울시계 경계역으로부터 서울시계외 방향으로 20km)까지 마다 1회씩 추가로 차감된다. 그 기준은 아래와 같다.

| 거리비례용 종별(단계)                                                               | 추가차감 기준     |
| ----------------------------------------------------------------------------------- | ----------------- |
| 1                                                                                   | 20km까지마다 1회  |
| 2                                                                                   | 25km까지마다 1회  |
| 3                                                                                   | 30km까지마다 1회  |
| 4                                                                                   | 35km까지마다 1회  |
| 5                                                                                   | 40km까지마다 1회  |
| 6                                                                                   | 45km까지마다 1회  |
| 7                                                                                   | 50km까지마다 1회  |
| 8                                                                                   | 58km까지마다 1회  |
| 9                                                                                   | 66km까지마다 1회  |
| 10                                                                                  | 74km까지마다 1회  |
| 11                                                                                  | 82km까지마다 1회  |
| 12                                                                                  | 90km까지마다 1회  |
| 13                                                                                  | 98km까지마다 1회  |
| 14                                                                                  | 106km까지마다 1회 |
| 15                                                                                  | 114km까지마다 1회 |
| 16                                                                                  | 122km까지마다 1회 |
| 17                                                                                  | 130km까지마다 1회 |
| 18                                                                                  | 추가차감 없음     |
| ※ 서울전용은 서울시계 경계역으로부터 서울시계 외 방향으로 매 20km마다 1회 추가 차감 |                   |

- 거리비례용 14단계 정기권이거나 모든 정기권의 사용 가능 횟수가 1회만 남았을 경우, 횟수 차감 없이 어느 구간에서나 사용할 수 있다.
- 수도권 전철 정기권은 수도권 대중교통 통합요금제 미적용 대상이다. 따라서 타 교통수단과의 환승할인이 불가능하다. 특히 수도권 전철 노선 간 환승통로가 개설되지 않은 서울역[27],에서의 환승 처리도 불가능하며 처음부터 승차한 것으로 다시 계산한다.

- 신분당선 경유 이용시 거리비례 9단계 이상 정기권을 충전하여야 사용이 가능하다. 9단계 정기권보다 낮은 운임의 정기권으로 신분당선외 타기관에서 승차[28] 할 경우 환승게이트에서 횟수 차감후 거리에 따라 하차역에서 거리에 따른 횟수가 추가 차감된다.

- 의정부경전철 경유 이용시 거리비례 2단계 정기권 이상을 충전하여야 사용이 가능하다. 2단계 정기권보다 낮은 운임의 정기권으로 해당노선 외 타기관에서 승차[29] 할 경우 환승게이트에서 횟수 차감후 거리에 따라 추가 차감된다.(2019.11.23.부터 적용)

### 환불
환불 기준은 사용일수 기준과 사용횟수 기준이 있는데, 둘 중에서 적은 금액으로 환불받을 수 있다.
- 사용일수 기준 : 정기권 구입금액 - (사용한 일수 * 해당 구간 교통카드 운임 * 2)
- 사용횟수 기준 : 정기권 구입금액 - (사용한 횟수 * 해당 구간 교통카드 운임)

### 신분당선 관련
- 개통 당시에는 타 노선에서 사용이 불가능한 전용 정기권만 발매하였고, 거리비례용 6단계와 동일 금액으로 발매하였으며 이 정기권으로 강남역 - 정자역 전 구간을 이용할 수 있었다. 또한 카드 자체도 신분당선 고유의 디자인을 갖고 있었다. 신분당선 전용 정기권은 2012년 6월 30일자로 사용이 중지 되었으며, 기존 신분당선 전용 정기권은 신분당선 소속 각역 고객안내센터(역무실)에서 수도권 정기승차권카드로 무료로 교체받을 수 있다.
- 신분당선은 서울시계외로 간주되어 서울시내에 있는 역이라도 서울전용 정기권 이용이 불가능하다.
- 신분당선은 거리비례 8단계 이하의 정기권으로 이용할 수 없고, 1단계 또는 2단계 단독 이용 시에는 9단계 이상의 정기권으로 이용할 수 있으며, 1단계와 2단계 복합 이용 시에는 14단계 이상의 정기권으로 이용할 수 있다.

(예시)
- 신사~강남 구간 경유 : 4단계(65,500원) 이상
- 강남~정자 구간 경유 : 9단계(84,200원) 이상
- 정자~광교 구간 경유 : 9단계(84,200원) 이상
- 신사~강남 구간 및 강남~정자 2개구간 경유 : 14단계(102,900원) 이상
- 강남~정자 구간 및 정자~광교 2개구간 경유 : 13단계(99,100원) 이상
- 신사~강남, 강남~정자, 정자~광교 3개구간 모두 경유 : 18단계(117,800원) 이상

## 인천국제공항철도
인천국제공항철도 일반열차의 정기권 가격은 다음과 같다. (단위:원)
- 영종도 내(영종 ↔ 인천국제공항) 모든 구간: 34,000원
- 청라국제도시 ↔ 영종 : 35,700원
- 청라국제도시 ↔ 운서 : 52,700원
- 청라국제도시 ↔ 공항화물청사 : 73,100원
- 청라국제도시 ↔ 인천공항1터미널 : 83,300원
- 청라국제도시 ↔ 인천공항2터미널 : 103,700원

직통열차의 경우 회수권이라는 명칭으로 판매되고 있다. 인천국제공항 청사 직원의 사원증을 확인한 후 구입 가능하며, 30일간 20회 사용 가능한 정기권을 11만 원에 판매한다. 직통열차 회수권의 경우 일반인은 사용할 수 없다. 구입처는 직통열차 정차역인 공항철도 서울역과 인천국제공항역 2곳에서만 가능하다.

### 비고
- 구입은 인천국제공항철도의 각 역 역무실에서 가능하나, 사용은 청라국제도시 ~ 인천국제공항 구간에서만 가능하다.
- 서울역 ~ 청라국제도시 구간에서는 상술한 수도권 전철 정기권을 사용한다.
- 직통열차에서는 사용할 수 없으며, 직통열차에서만 적용되는 교통카드 등록제 할인 제도, 상근자 할인 제도가 있다. 인천국제공항철도 본문을 참조하기 바란다.
- 구입일 및 충전일로부터 30일 이내에 55회(직원용 직통열차 회수권은 20회)까지 이용할 수 있으며, 기준 운임은 '해당 구간 운임 * 40회 * 15% 할인'(직통열차 회수권은 별도책정)이다.
- 지정된 구간 이외에서 승하차할 경우, 지정 구간 외의 운임에 대하여 추가 운임이 부과된다.
- 수도권 전철 정기권과는 호환성이 없으며, 해당 구간에서는 사용할 수 없다. 두 정기권을 혼용할 경우 영종도 구간 내의 4개 역에 마련된 정기권 정산 전용 단말기에 각각 카드를 인식시킨다. 이 전용 단말기는 청라국제도시역의 운임 기준에 맞도록 설정되어 있다.
- 직통열차 회수권은 공항 청사 내 상주직원 전용으로 일반인은 이용할 수 없다. 인천국제공항철도 직통열차 외의 어떠한 교통수단(일반열차 포함)에서도 이용할 수 없다.
- 기타 내용은 수도권 전철 정기권의 내용과 같다.